# Qantm
QANTM ist eine Marke des SAE Institute und eine private Schule für Ausbildungen in den Bereichen Spieledesign, Computerspielprogrammierung und interaktive Medien, mit inzwischen zehn Niederlassungen weltweit, davon fünf im deutschsprachigen Raum.

## Geschichte
Die erste Schule dieser Art, das Qantm College, wurde 1996 in Brisbane, Australien, als nationales Innovationsprojekt von mehreren Universitäten, unter anderem der Queensland University of Technology, der James Cook University und der Griffith University gegründet. In Australien besitzt das Qantm-College inzwischen selbst einen offiziellen Universitäts-Status.
Seit 2004 ist der Träger des Instituts die SAE-Gruppe. Ein Jahr später wurde mit dem Qantm Institute in München die erste Niederlassung in Europa gegründet. Im Jahr 2006 wurde in Amsterdam ein weiteres Qantm Institute eröffnet, 2007 folgten neue Niederlassungen in Berlin, Melbourne, Sydney und London. Inzwischen gibt es außerdem Niederlassungen in Wien, Zürich, Köln, Singapur und Perth.
In der Vergangenheit arbeitete das Qantm Institute immer wieder mit dem deutschen Spiele-Magazin GameStar zusammen und war des Öfteren auch Thema von Berichterstattungen in anderen Magazinen. Auch auf Computerspiele-Messen ist das Qantm regelmäßig vertreten, so etwa auf der gamescom.

## Ausbildungen
An den Niederlassungen im deutschsprachigen Raum werden zwei Studiengänge angeboten, jeweils mit der Spezialisierung Programmierung und Design. Nach einem Jahr wird dabei das Diploma of Interactive Entertainment vergeben. Nach insgesamt zwei Jahren Studienzeit können die Studenten dann entweder einen Bachelor of Science (Richtung Programmierung) oder einen Bachelor of Arts (Richtung Design) erwerben, der in Zusammenarbeit mit der Middlesex-Universität London vergeben wird. In Zusammenarbeit mit der Middlesex-Universität besteht außerdem die Möglichkeit, anschließend einen Master-Titel zu erwerben.
Es ist auch möglich, während der Studienzeit an ein beliebiges anderes QANTM Institute zu wechseln, so dass beispielsweise ein Auslandssemester eingelegt werden kann.